# شبه دخيل (يابانية)
يسمى اللفظ شبه الدخيل في اللغة اليابانية وَسِي گَيرَيگُو ）和製外来語（. ويراد به اللفظ الذي ركب في اللغة اليابانية من كلمات دخيلة أجنبية.